# Gustav Karl Laube
Pour les articles homonymes, voir Laube.
Gustav Karl Laube, né le 8 février 1839 à Teplice et mort le 12 avril 1923 à Prague, est un géologue et paléontologue allemand de Bohême.

## Biographie
Laube est né le 8 février 1839 à Teplice, en Bohême. En 1871, il devient professeur de minéralogie et de géologie à l'université technique de Prague, puis, en 1876, professeur de géologie et de paléontologie à l'université allemande Charles-Ferdinand de Prague. Il y est également directeur de l'institut géologique.
Il participe activement à la recherche géologique dans les monts Métallifères et les régions avoisinantes. Il est également géologue lors de la deuxième expédition polaire allemande (1869-1870). 
Il meurt le 12 avril 1923 à Prague, en Tchécoslovaquie.

## Publications
- 1865-1870 : Die Fauna der Schichten von St. Cassian, 5 parties, Vienne 1865–1870.
- 1867 : Die Gastropoden, Bivalven und Echinodermen des braunen Jura von Balin
- 1868 : Beitrag zur Kenntnis der Echinodermen des vicentinischen Tertiärgebiets
- 1869 : Über einige fossile Echiniden von den Murray Cliffs in Südaustralien
- 1871 : Reise der Hansa ins Nördliche Eismeer, Prague
- 1871 : Hilfstafeln zur Bestimmung der Mineralien, 2e édition en 1879.
- 1872 : Die Echinoiden der österreichisch-ungarischen obern Tertiärablagerungen
- 1873 : Geologische Beobachtungen, gesammelt während der Reise auf der Hansa und gelegentlich des Aufenthalts in Südgrönland, Vienne.
- 1876-1887 : Geologie des böhmischen Erzgebirges, 2 volumes, Prague.
- 1884 : Geologische Exkursionen im Thermalgebiet des nordwestlichen Böhmens, Leipzig.
- 1901 : Synopsis der Wirbeltierfauna der böhmischen Braunkohlenformation, Prague.
- 1901 : Volkstümliche Überlieferungen aus Teplitz und Umgebung[2].